# فرودگاه شهری آیووا سیتی
فرودگاه شهری آیووا سیتی (به انگلیسی: Iowa City Municipal Airport) یک فرودگاه همگانی با کد یاتا IOW است که یک باند فرود بتن دارد و طول باند آن ۱۳۲۷ متر است. این فرودگاه در شهر آیووا سیتی کشور ایالات متحده آمریکا قرار دارد و در ارتفاع ۲۰۳٫۶ متری از سطح دریا واقع شده‌است.